# Rozvi

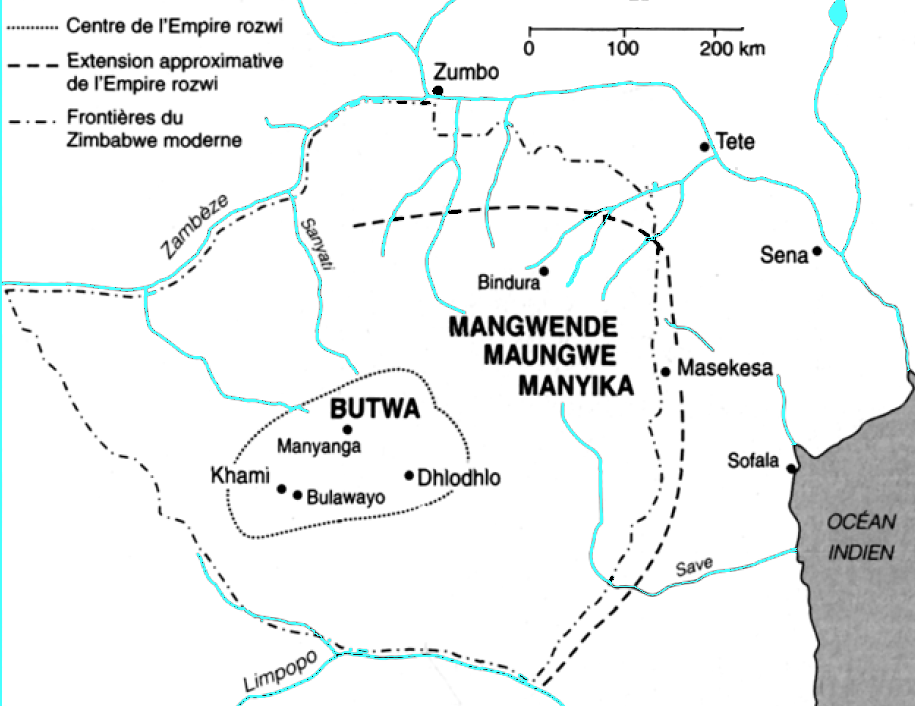
Lage des Rozvi-Reichs

Rozvi, auch Rozwi, war ein Bantu-Reich im südlichen Afrika, das von Shona errichtet wurde und etwa von 1684 bis 1834 bestand. Als Reichsgründer gilt Changamire Dombo I, der in den 1690er Jahren ein fruchtbares Gebiet am oberen Sambesi eroberte und die Portugiesen von ihren dortigen Handelsniederlassungen vertrieb. Die Ethnie der Rozvi bildete im Süden des heutigen Simbabwe eine eigene Königskultur. Am gegenüberliegenden Ufer des Limpopo lebten die Venda. Das Reich der Rozvi wurde von einem erblichen Herrscher angeführt, der den Titel Mambo trug. Ende des 19. Jahrhunderts begannen Missionare und Kolonialbedienstete, die mündlichen Überlieferungen der Rozvi aufzuzeichnen.